# Eletroacupuntura

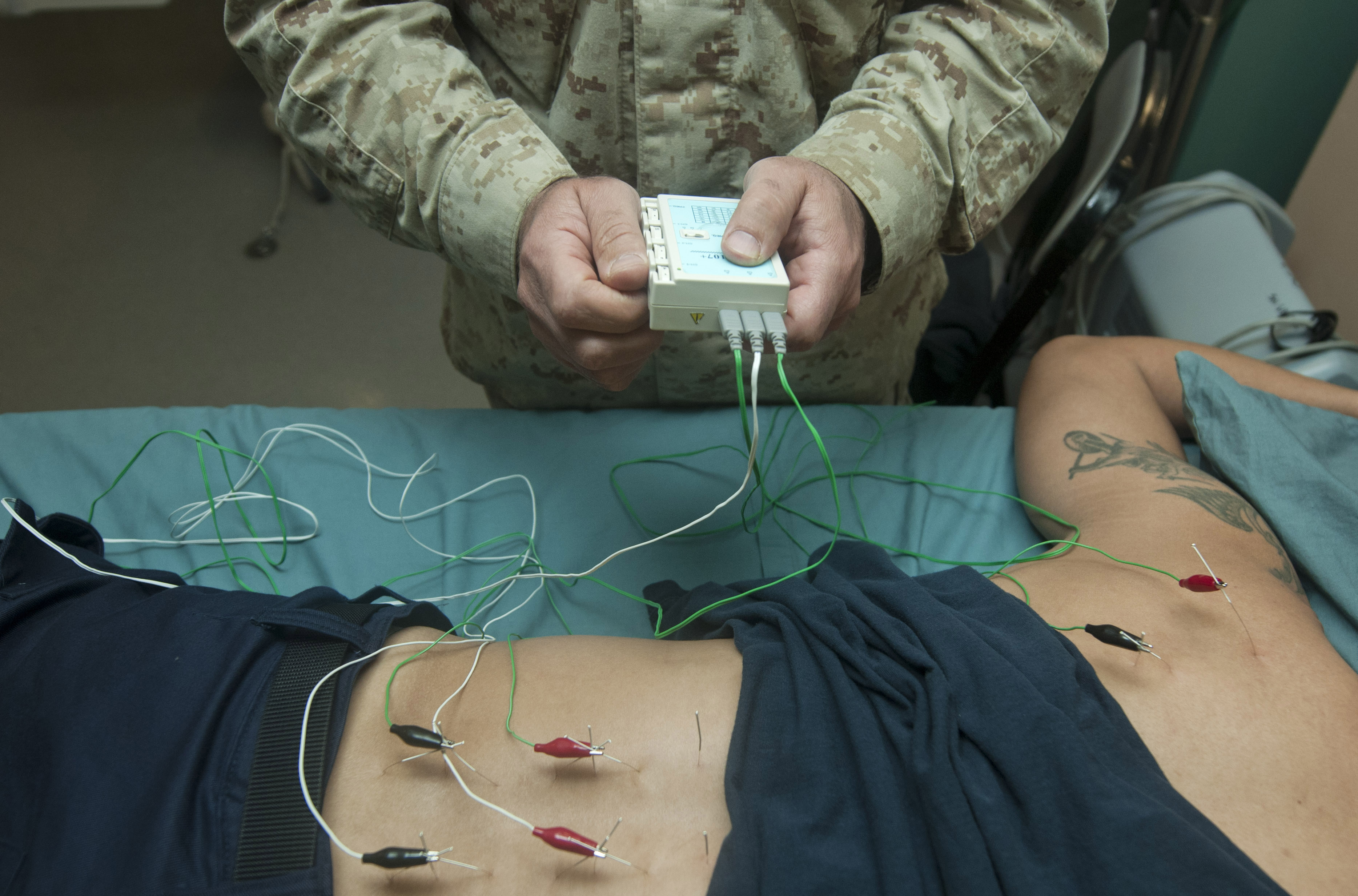
Procedimento de eletrocupuntura sendo realizado em um paciente a bordo do navio da USS New Orleans

Eletroacupuntura é uma forma de acupuntura, em que pares de agulhas de acupuntura são ligados a um dispositivo que gera pulsos elétricos contínuos entre eles. 